# Xia Gui

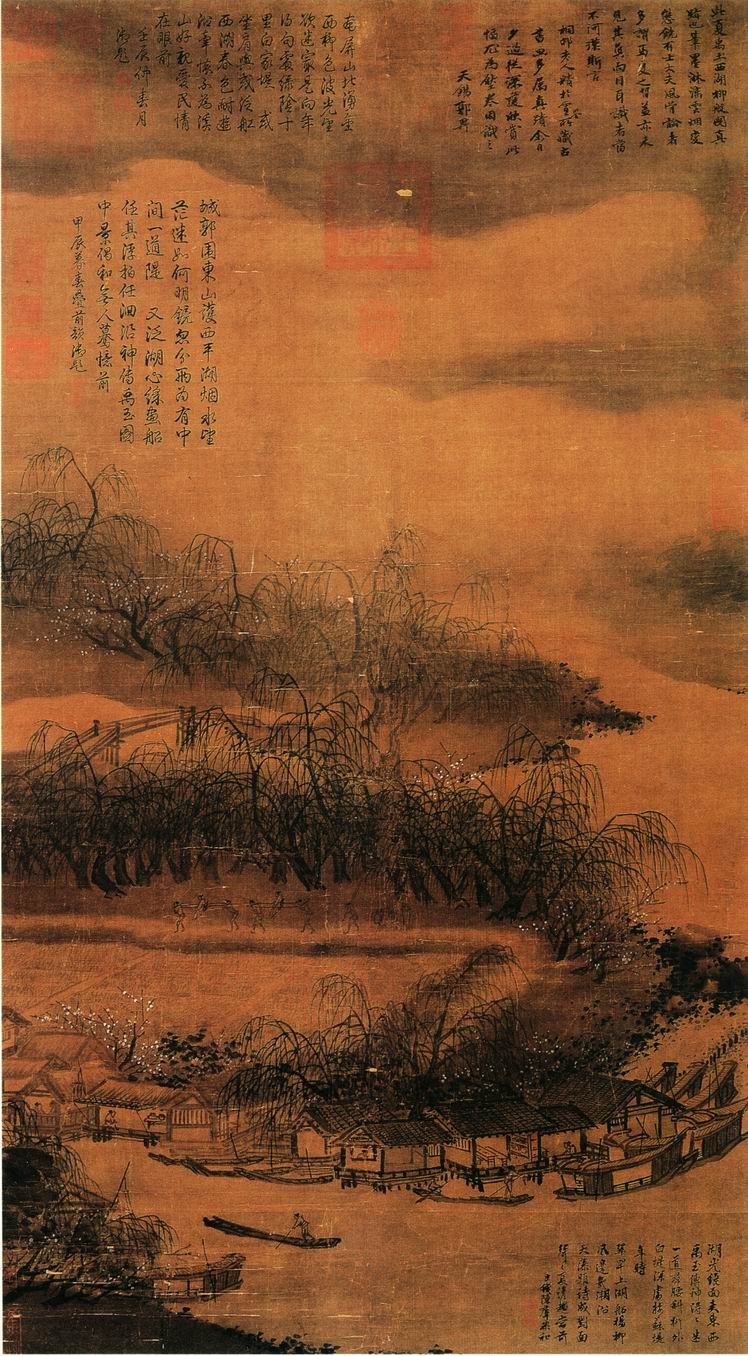
Wilgen en boten op het Westelijke Meer
- gewassen inkt en kleur op zijden hangende rol, collectie Nationaal Paleismuseum

Xia Gui (夏圭 of 夏珪; ca. 1180–1224) was een Chinees kunstschilder in de periode van de Zuidelijke Song. Zijn omgangsnaam was Yuyu  (禹玉). Er is weinig over Xia's leven bekend en slechts enkele van zijn werken zijn bewaard gebleven. Desondanks beschouwen kunsthistorici hem als een van de belangrijkste kunstschilders uit zijn periode. Samen met Ma Yuan (ca. 1160–1225) legde Xia de grondslag voor de Ma-Xia-school, een van de belangrijkste stromingen in de Song-periode.

## Biografie
Er is vrijwel niets bekend over de geboorte, achtergrond en opleiding van Xia Gui. Waarschijnlijk was hij in Hangzhou geboren, de toenmalige hoofdstad van China. Tijdens de regering van Song Ningzong werkte Xia aan de Hanlin-academie. Men weet niet wie zijn leraren waren. Mogelijk was Li Tang (ca. 1050–1130) een van hen, daar Xia's werken schijnbaar sterk zijn beïnvloed door deze bekende landschapsschilder.
Xia Gui behoorde samen met Ma Yuan tot de Vier Meesters van de Zuidelijke Song. Zij waren twee van de meest invloedrijke kunstschilders van hun tijd. Ze hadden een groot aantal volgelingen, die gezamenlijk tot de Ma-Xia-school worden gerekend.

## Werk

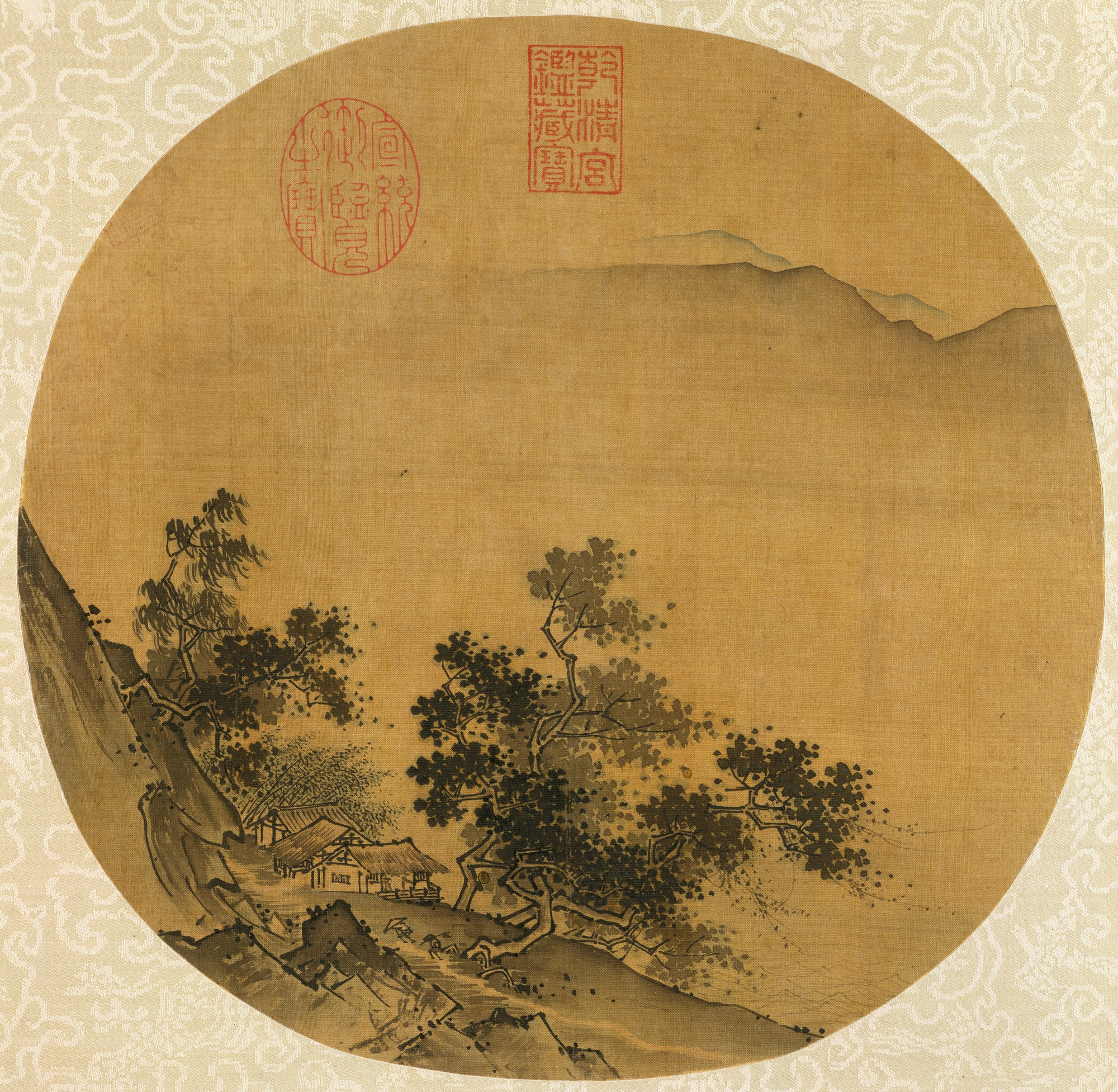
Terugreis naar huis in een slagregen
- albumblad met inkt en kleur op zijde

Xia Gui bewaard gebleven oeuvre bestaat uit shan shui-werken en andere typen landschapsschilderingen in gewassen inkt. Zijn vroege werken komen sterk overeen met die van Li Tang, die de vroege Song-stijl verder vereenvoudigde ten bate van een direct en opvallend effect. Het latere werk van Xia laat een meer eigen stijl zien. Na de vestiging van de Jin-dynastie in Zuid-China waren literati bezig met de wederopbouw van hun maatschappij vanaf de basis. Dit had ook zijn weerslag op het werk van Xia. Op zijn shan shui-landschappen beslaan massieve, in mist gehulde bergpartijen de bovenste helft van het beeldvlak, terwijl op de voorgrond gedetailleerde en intieme taferelen zijn geschilderd.
Het grootste deel van Xia's bewaard gebleven werken bestaan uit albumbladen, een populair medium onder literati in de late Song-periode. Veel van deze bladen zijn uitgevoerd in een uitgebalanceerde diagonale compositie, waarin leegte en geprononceerde schilderingen beide om de aandacht vragen.
Volgens bronnen uit zijn tijd werkte Xia zeer snel en met een groot gemak. De deels bewaard gebleven handrol Helder en verafgelegen uitzicht op stromen en bergen is uitgevoerd op papier, een materiaal dat inkt snel absorbeert. Overlappende minutieuze penseelstreken en wassingen creëren een complex en sfeervol effect van mist en oneindigheid. Het werk straalt een vergelijkbare spontaniteit uit als Xia's werken op zijde. Xia scheen een voorkeur te hebben voor penselen met een versleten punt om overmatige precisie te vermijden, of met een gespleten punt om twee streken tegelijk te kunnen aanbrengen. Hij stond in zijn tijd ook bekend om zijn technische vaardigheid in het maken van architectonische tekeningen. Deze voerde hij naar verluidt zonder liniaal uit.

## Invloed

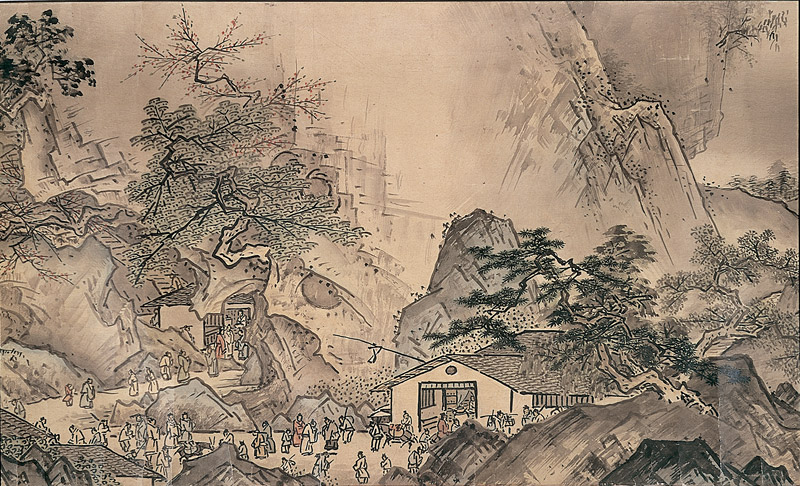
Detail van de handrol Landschappen van de vier seizoenen (1486) door Sesshū Tōyō, collectie Mōri-museum

Het ontstaan van de Ma-Xia-school is een voorbeeld van Xia Gui's grote invloed in de Song-periode. Tijdens de daaropvolgende Yuan-periode (1279–1368) raakte de academische stijl van het keizerlijk hof in onmin. Toch bleef Xia's werk diverse kunstschilders inspireren.
Toen de Japanse kunstenaar Sesshū Tōyō China bezocht, raakte hij onder indruk van het schilderwerk van Xia. Hij imiteerde diens stijl en technieken in een aantal van zijn werken, waaronder in zijn kleine rol Landschappen van de vier seizoenen. Ook Sesshū's volgelingen, die de zogenoemde Unkoku-rin-school vormden, imiteerden Xia's stijl in hun werken.
- International Standard Name Identifier: 0000 0000 6354 3273
- Library of Congress Control Number: n83002660
- Union List of Artist Names: 500328333
- Virtual International Authority File: 65374340